# Atlantic City (pjesma)
"Atlantic City" je pjesma Brucea Springsteena s njegova albuma Nebraska iz 1982.

## Povijest
U većini svijeta objavljena kao singl osim u Sjedinjenim Državama (s pjesmom "Mansion on the Hill" na B-strani), zauzela je 15. poziciju u Ujedinjenom Kraljevstvu.
Pjesma opisuje romantični bijeg mladog para u Atlantic City, ali se bavi i neizbježnošću smrti dok muškarac iz veze po dolasku u grad namjerava uzeti posao u sklopu organiziranog kriminala. Uvodni stihovi pjesme odnose se na nasilje u obližnjoj Philadelphiji: "Well they blew up the chicken man in Philly last night, now they blew up his house too." ("Chicken man" je bio mafijaški šef Philip Testa koji je ubijen u eksploziji bombe podmetnute u njegov dom u Philadelphiji u ožujku 1981.). Pjesma evocira i raširenu nesigurnost u vezi s kockanjem tijekom ranih godina Atlantic Cityja i obećanja kako će oživjeti grad. Ova nesigurnost i nesigurnost muškarca oko preuzimanja slabo plaćenog posla oslikavaju se u stihovima "Everything dies, baby, that's a fact, but maybe everything that dies some day comes back."
Pjesma je uvrštena na Springsteenove kompilacije Greatest Hits iz 1995. i The Essential Bruce Springsteen iz 2003.
Bila je to jedna od devet pjesama koje su se pojavile u epizodi televizijske serije Cold Case, a svirala je tijekom završne scene ubojstva.
Iako je pjesma objavljena negdje u isto vrijeme kad i istoimeni film, dva djela su potpuno nepovezana.

## Glazbeni videospot
Za "Atlantic City" je snimljen spot koji se neko vrijeme prikazivao na MTV-u u Sjedinjenim Državama. Springsteen se nije pojavio u njemu, a bio je ispunjen krutim crno bijelim slikama grada koji još uvijek nije bio podvrgnut kasnijoj transformaciji, blijed i depresivan.

## Povijest koncertnih izvedbi
Od Born in the U.S.A. Toura nadalje, "Atlantic City" se često pojavljivala na Springsteenovim koncertima s E Street Bandom s kružnim meko-tvrdim aranžmanom sličnim onom iz pjesme "Darkness on the Edge of Town". Takve koncertne verzije pojavljuju se na albumima In Concert/MTV Plugged (1993.) i Live in New York City (2001.). Za potrebe Bruce Springsteen with The Seeger Sessions Band Toura, pjesma je drastično izmijenjena. Kao takva se pojavljuje na albumu Live in Dublin (2007.).

## Obrade
Pjesmu "Atlantic City" obradili su mnogi drugi glazbenici, ovdje prikazani kronološki:
- The Reivers (1986.)
- The Band na albumu Jericho (1993.)
- Scooter & The Streethearts (1996.)
- Counting Crows (1997.)
- Kurt Neumann iz BoDeans (1997.)
- Kim Fox (1997.)
- Rollin' in the Hay (1998.)
- The Badlees na albumu "The Day's Parade" (1998.)
- Hank Williams III. (2000.)
- John Anderson (2001.)
- Common Streets (Ron Junker, Mike Gatto) na albumu Garden State of Mind, Vol. 1 (2002.)
- Sticks and Stones na albumu The Strife and The Times (2003.)
- Pete Yorn na albumu Live from New Jersey (2004.)
- Ed Harcourt na albumu Elephant's Graveyard (2005.)
- Eddie Vedder (2005.)
- The Muckrakers
- Rodney Parker and Fifty Peso Reward na albumu The Lonesome Dirge (2008.)
- The Hold Steady na albumu Heroes (2009.)[2]

## Vanjske poveznice
- Stihovi "Atlantic City" na službenoj stranici Brucea Springsteena